# Camajuaní
Camajuaní est une ville et une municipalité de Cuba au Nord-Est de la province de Villa Clara, dans le centre du pays.

## Géographie

### Situation
La municipalité de Camajuaní se trouve vers le centre du pays, sur la côte nord de l'île de Cuba, en bordure de la baie de Buena Vista (en). 
La ville de Caibarién est à 305 km est-sud-est de La Havane et 25 km est-nord-est de sa capitale de province Santa Clara. Sa propre côte marine, qui ne s'étend que sur une quinzaine de kilomètres, inclut Playa Juan Francisco à 38 km de la ville par de petites routes.

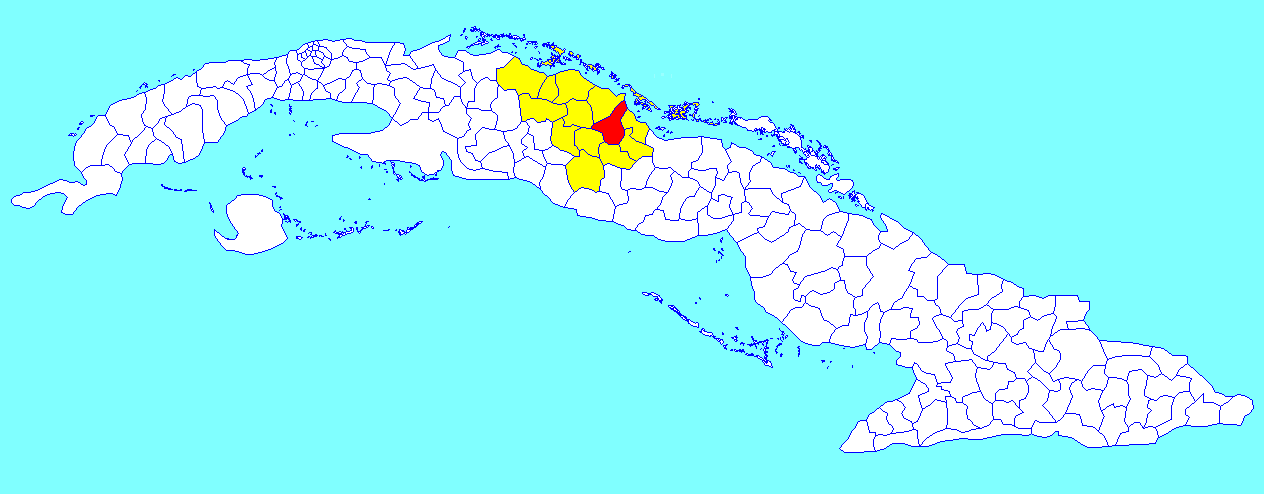
Municipalité de Camajuaní dans la province de Villa Clara

### Divisions administratives
La municipalité compte 13 consejos populares :
- Camajuaní I
- Camajuaní II
- San Antonio de las Vueltas
- Aguada de Moya
- Batalla de Santa Clara
- Sagua la Chica
- Vega Alta
- Taguayabón
- José María Pérez
- Sabana
- Luis Arcos Bergnes
- Vega de Palma
- La Quinta

## Population
En 2022, la population était estimée à 57 142 habitants ; pour une surface de 585,7 km2, la densité de population est de 97,56 habitants/km².

## Personnalités
- Le général et ancien président de Cuba, Gerardo Machado, y est né en 1871.
- L'écrivain, prêtre et académicien basque espagnol, Imanol Berriatua, y exerça son ministère pastoral pendant trois ans.